# Palacio de La Recoleta
El Palacio de La Recoleta (Palacio de la Exposición, Ministerio de Defensa) es un edificio de carácter palaciego de la ciudad de Quito (Ecuador), ubicado en el sector de La Recoleta, en el extremo suroriental del centro histórico de la urbe. El edificio alberga en la actualidad las dependencias del Ministerio de Defensa de Ecuador, nombre con el que se le conoce comúnmente hoy en día.

## Historia

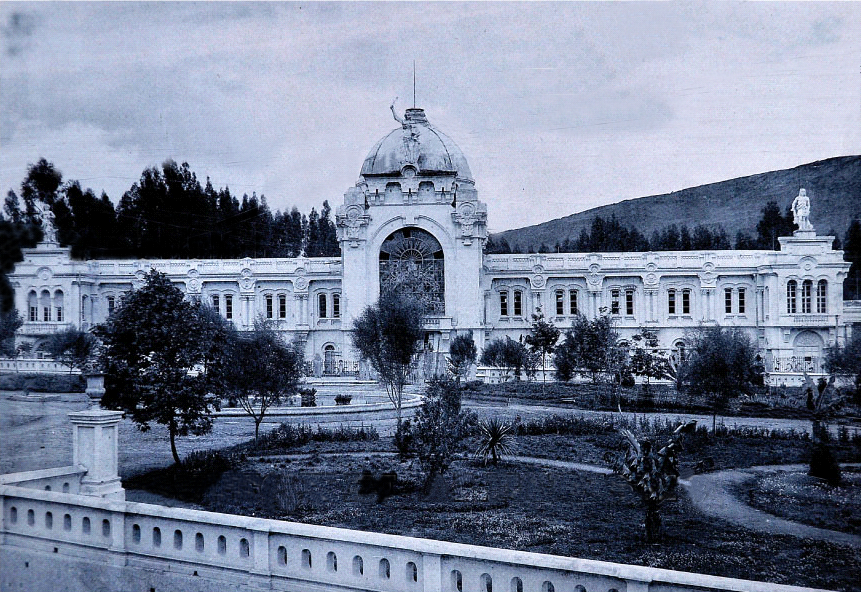
El palacio y el parque en 1909.

El Palacio de La Recoleta fue mandado construir en 1908 por el entonces presidente de la República, el general Eloy Alfaro, para albergar una Exposición Nacional que conmemoraría el centenario del Primer Grito de la Independencia del país, dado el 10 de agosto de 1809. Los planos fueron concebidos por el arquitecto José María Pereira por encargo personal de Alfaro.
El 10 de agosto de 1909 se inauguró formalmente el edificio en un acto oficial que contó con la presencia de las autoridades civiles, militares y eclesiásticas, además de la aristocracia quiteña de la época. El 8 de septiembre del mismo año, es decir casi un mes después del acto inaugural, abrió sus puertas al público dando paso a "La Exposición Internacional de Muestras", motivo para el que se había construido en primera instancia, en la que participaron: Chile, Colombia, Perú, Francia, Estados Unidos, España, Italia, Japón y por supuesto Ecuador.
Hacia fines de 1912 el gobierno cedió el Palacio de La Recoleta a la Escuela Militar, que lo ocupó hasta 1937 cuando fue cedida al Ministerio de Defensa. En la actualidad, además del mencionado ministerio, el palacio acoge las dependencias del Comando Conjunto de las Fuerzas Armadas, las Fuerzas Terrestre, Naval y Aérea y también la Honorable Junta de Defensa Nacional.

### Restauración
El valor inapreciable del edificio comprometió un sólido proceso de conservación y restauración que se inició en 1987, hay que destacar la iniciativa de las autoridades ministeriales que a partir del año 2001 dieron inicio a las obras de iluminación del frontispicio del edificio y embellecimiento del parque de La Recoleta, que está ubicado junto al Palacio y que a comienzos del siglo XX, fue un sitio de recogimiento y tertulia de la sociedad quiteña.

## Arquitectura

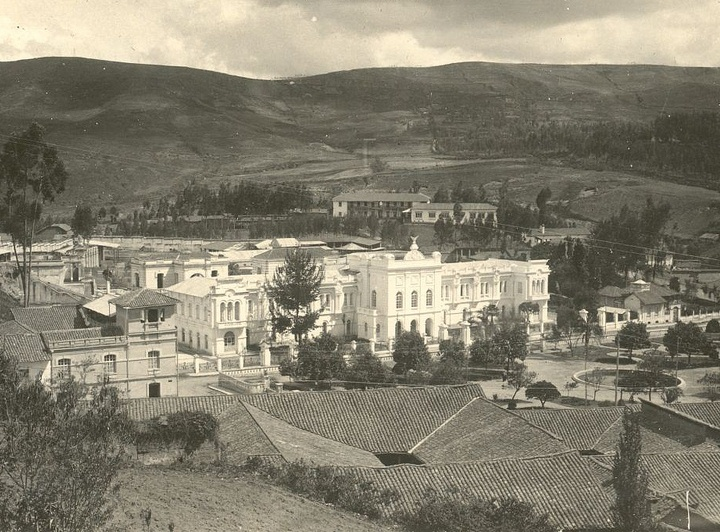
El palacio en 1915, tras el terremoto de 1914 que hizo venirse abajo la cúpula.

El palacio está construido sobre columnas de hormigón armado, que en el pasado soportaban también la estructura de hierro con forma de cúpula, que medía treinta metros de alto y coronada por un cóndor de bronce. Su arquitectura fue concebida siguiendo el estilo neoclásico, basado en modelos introducidos en Ecuador por el arquitecto italiano Giacomo Radiconcini, a principios del siglo XX. En 1914 un fuerte temblor afectó al edificio principal y para su modificación fue necesario eliminar la cúpula del cuerpo central y se rediseñó la fachada con un carácter más austero y militar; desde entonces presenta además elementos art nouveau en el centro.

## Pabellones
Para los fines de orden y continuidad de la exposición, al palacio principal se le añadieron varias construcciones adicionales llamadas pabellones, dedicadas a albergar exposiciones de cada uno de los países participantes.

### Pabellones de España, Italia y de Bellas Artes
En la avenida derecha, entrando hacia el Pabellón de Bellas Artes, que presenta un solo cuerpo y construcción ligera; se levantan los pabellones de España primero, construido de piedra pómez tallada; y el de Italia segundo, con su estructura de material ligero que presenta tres cuerpos de dos pisos, un salón de recepciones, una sala para las industrias y otro para las características Bellas Artes del país peninsular.

### Pabellón de Japón
A continuación del de Italia, se levanta un bonito pabellón dedicado a Japón, con el indiscutible estilo tradicional del país asiático, en el que se exhibían curiosidades del país del sol naciente. En su construcción se empleó madera de Guayaquil, pintada de blanco y estaba coronado por un techo rojo cubierto de ruberoide.

### Pabellón de Estados Unidos
Este pabellón, que fue construido con fondos de la Embajada de Estados Unidos, imita la portada principal de la Casa Blanca, en la ciudad de Washington D. C.; y por lo tanto es de estilo severo y sencillo, con dos pisos de altura, compacto y sin el acostumbrado patio interior de la época, sino más bien con grandes jardines que lo rodean. El cuerpo central avanza como pórtico sobre columnas muy esbeltas y de orden gigante, fuste estriado y capiteles corintios. La entrada tiene arco, balcón superior y una elegante escalinata de acceso en piedra. El resto del edificio se plantea con sus fachadas libres, más sencillas.
Este pabellón presenta la particularidad de encontrarse fuera del recinto del Palacio de la Exposición, ya que se encontraba emplazado en el barrio de La Mariscal, al norte de la ciudad, donde puede ser apreciado hasta el día de hoy, siendo la sede principal de la Orquesta Sinfónica Nacional de Ecuador.

## Otros espacios
El conjunto del Palacio de la Exposición, contaba con otros tantos espacios dedicados al confort, diversión y relax de los visitantes; así como a la decoración de sus jardines.

### Teatro
Anexo a los edificios de la exposición, y para diversión de los visitantes de la época, se construyó un café-concierto, como era costumbre hacerlo en las grandes exposiciones europeas de aquel entonces, y se le dotó de un lujo apropiado de estilo art decó. En la actualidad lleva el nombre de Teatro "Anita Paredes de Alfaro", en honor a doña Ana Paredes Arosemena, esposa del estadista forjador de este proyecto y expresidente de la República. En la actualidad el teatro brinda sus servicios para conferencias y seminarios.

### Cascada
Está ubicada en los jardines del palacio, y su construcción es de mampostería. Arroja trescientos mil litros de agua, aunque en la actualidad casi siempre está seca. Tiene dos columnas rematadas en dos capiteles jónicos, y en cada uno de ellos hay un remate de cemento con la forma de una antorcha. Entre las dos columnas, una pared semicircular, rematada por una balaustrada, y desde la mitad de su altura baja una escalinata de mampostería, en cuya coronación descansa la estatua de la diosa romana Venus. A ambos lados, dos terrazas y escalinatas laterales. La escalinata central muere en una taza de veinte metros de ancho donde se forma una suerte de laguna.

### Galería de plantas
Junto a la cascada se encuentra la llamada Galería de Plantas, que sostiene cuarenta columnas de cemento armado, techada de madera y caña y decorada con enredaderas y musgo. En la derecha hay una escalinata que conduce a la parte superior de la cascada.